# میرنوروز
میرنوروز ملقب به رند لرستان نام یکی از شاعران لُر در قرن دوازدهم هجری و از مشهورترین شاعران لُرزبان است. اشعار او بر فرهنگ لُرهای استان‌های لرستان، ایلام و خوزستان تأثیر فراوانی گذاشته‌است، تا آن‌جا که هنوز برخی از شاعران لُر این مناطق، اشعار حزن و یا طرب‌انگیز خود را بر مبنای اشعار او می‌سرایند. آمیختگی اشعار میرنوروز با موسیقی لُری باعث فراگیری اشعارش در مناطق لرنشین شده‌است به طوری که کمتر کسی در این مناطق بیتی از او را حفظ نداشته باشد . در دیوان او اشعار فارسی نیز به چشم می‌خورد.

## زندگی
محل تولد او در دشت جایدر در پلدختر امروزی است. تاریخ تولد میرنوروز دقیقاً مشخص نیست. اما از آنجا که او نوه احمد، فرزند شاهوردیخان (متوفی به سال ۱۰۰۶) بوده‌است، احتمالاً در اواخر حکومت شاه سلیمان یعنی حدود سال‌های ۱۱۰۳ یا ۱۱۰۵ هجری قمری (۱۶۹۱ یا ۱۶۹۳ میلادی) متولد شده‌است. اسفندیار غضنفری امرایی معتقد است او در زمان شاه طهماسب دوم، مقارن با هجوم افغان‌ها و ظهور نادرشاه می‌زیسته‌است. قرائن هم تأییدکننده این موضوع است زیرا در اواخر حکومت صفوی شیرازه کار از هم می‌پاشد و نابسامانی کشور را فرا می‌گیرد؛ چنان‌که میرنوروز این دو بیت را می‌سراید:
| تن برهنه در بِن غاری چو خفاش |  | بهتر از دیدن روی قزلباش  |
| تُف دِ ری دَس پَتی ار کُر شایی   |  | چی قرون شا سلیمو ناروایی |

گفته می‌شود که او در عصر اسفناکی می‌زیسته و زندگی فقیرانه‌ای داشته‌است. در میان اشعار او، اشعار سیاسی نیز به چشم می‌خورد. آنچه از اشعارش بر می‌آید این است که او به شیراز هم سفری داشته‌است و با زنی زیبارو ازدواج می‌کند که بعداً از یکدیگر طلاق می‌گیرند. او در دهلران فوت کرده‌است. بنابر پژوهشی که توسط احمد پرویز صورت گرفته، قبر این شاعر در آبگرم دهلران است که امروزه گودالی بیش نیست اما مورد احترام اهالی محل است.

## آثار
تنها اثر میرنوروز دیوان اوست که نخستین بار توسط اسفندیار غضنفری امرایی جمع‌آوری و در سال ۱۳۴۷ شمسی به چاپ رسیده‌است. این دیوان پس از آن تا سال ۱۳۷۰ پنج بار به چاپ رسید که هر بار خیلی زود نایاب شد.

## اشعار
یوسفعلی میرشکاک معتقد است که میرنوروز شعر لری را دوام و قوام بخشیده و هیچ سرایندۀ شعر لری نیست که شعر بسراید ولی از او تقلید نکند. نمونه شعر:
| خُرموه خرم دِله جاکه لرونه       |  | هرکجا لر بچیه شیرین زبونه    |
| ای دلی کُت کُت بویی وا لالک هاست |  | ترک دوسیش بکنی هرکس که نهاست |